# 래스컬 플래츠
래스컬 플래츠(Rascal Flatts)는 미국의 컨트리 음악 밴드이다.